# Conor Maynard
Conor Paul Maynard (ur. 21 listopada 1992 w Brighton) – brytyjski piosenkarz. W 2012 roku został nominowany, a następnie wygrał nagrodę Najlepszy debiut 2012 przyznawaną przez MTV. 30 lipca 2012 roku ukazał się jego debiutancki album Contrast, który dotarł do 1. miejsca UK Albums Chart, zaś debiutancki singiel Can't Say No został wydany w Wielkiej Brytanii 16 kwietnia 2012 roku.

## Życiorys

### 1992-2011: Rozwój kariery na Youtube
Maynard urodził się w Hove w Anglii, jest synem pracownicy biurowej, Helen i konstruktora, Gary'ego.
Jego rodzeństwo - Jack i Anna są od niego odpowiednio 2 i 8 lat młodsi. Anna wystąpiła w kilku jego coverach na Youtube, m.in. Run i If I were a girl.
19 maja 2006 założył konto na Youtube oraz zamieścił wideo z coverem piosenki Lee Carra pt. "Breathe". Od 2009 wspólnie z raperem amatorem i bliskim przyjacielem, Anthonym Melo wykonali i przesłali wiele coverów m.in. takich wykonawców jak Chris Brown, Taio Cruz i Rihanna. Zwrócił na siebie uwagę, gdy amerykański piosenkarz, Ne-Yo zobaczył cover swojego utworu Beautiful Monster, po czym skontaktował się z Conorem i został jego mentorem.
W Listopadzie 2011, Maynard otrzymał nominację w kategorii Najlepszy Debiut 2012 wśród nagród rozdawanych przez MTV. 31 Stycznia 2012 ogłoszono, że Conor został zwycięzcą, otrzymując około 48% głosów publiczności. W lutym na jaw wyszło, że udało mu się podpisać kontrakt z wytwórnią Perlophone, która jest częścią Emi Group, zaś współpraca rozpocznie się w ciągu kilku miesięcy przy pracach nad jego debiutanckim albumem, Contrast.
1 marca 2012, Maynard opublikował teledysk do debiutanckiego singla Can't Say No, który we Wrześniu 2012 przekroczył 14 milionów wyświetleń. Singiel został ciepło przyjęty, zaś Conor zaczął być porównywany do kanadyjskiego piosenkarza, Justina Biebera, zarówno pod względem barwy głosu, jak i rozwoju kariery. Maynard kwestionował takie opinie jasno stwierdzając, iż nie jest Bieberem, aczkolwiek widzi podobieństwa, gdyż oboje zyskali popularność dzięki młodości i Youtube'owi.

### 2012-obecnie: "Contrast"
Debiutancki singiel Maynarda, Can't Say No został wydany w Wielkiej Brytanii 15 kwietnia 2012 i zdobywając popularność 28 kwietnia osiągnął drugie miejsce w UK Singles Chart z niemal 75 tysiącami sprzedanych sztuk. Utwór osiągnął sukces także w Irlandii, gdzie osiągnął 13. miejsce.
1 Maja, utwór "Drowning" został udostępniony do bezpłatnego ściągnięcia dla osób, które zamówiły preorder jego albumu "Contrast". 5 maja w ramach 7 rocznicy TRL Awards we Włoszech, wykonał Can't Say No, zaś 9 maja wykonał ten sam utwór w radiu Capital, zaś liczba słuchaczy wyniosła około 80 tysięcy.
21 lipca wykonał drugi singiel, "Vegas Girl", który zajął 4. miejsce w UK Singles Chart. Album "Contrast" został wydany 30 lipca i 11 sierpnia zajął 1. miejsce wśród UK Album Chart. Album tylko w ciągu pierwszego tygodnia został sprzedany 17 tysięcy razy. 
Następnie Maynard wydał kolejny, trzeci już singiel "Turn Around", który w UK Singles Chart zajął 8. miejsce.

## Dyskografia

### Albumy
| Tytuł    | Informacje o albumie                                                           | Najwyższa pozycja | Najwyższa pozycja | Najwyższa pozycja | Najwyższa pozycja | Najwyższa pozycja | Najwyższa pozycja | Najwyższa pozycja | Najwyższa pozycja | Najwyższa pozycja |
| Tytuł    | Informacje o albumie                                                           | UK                | AUS               | BEL (Vl)          | CAN               | DEN               | NL                | IRE               | SCO               | SWI               |
| -------- | ------------------------------------------------------------------------------ | ----------------- | ----------------- | ----------------- | ----------------- | ----------------- | ----------------- | ----------------- | ----------------- | ----------------- |
| Contrast | - Wydany: 30 lipca 2012 - Wytwórnia: Parlophone - Format: CD, digital download | 1                 | 48                | 34                | 10                | 37                | 73                | 10                | 3                 | 40                |

### Single
| 2012                                      | "Can't Say No"                  | 2 | 38 | 35 | 75 | —  | 63 | —  | 13 | 21 | 3  | Contrast |
| 2012                                      | "Vegas Girl"                    | 4 | 75 | 57 | —  | —  | 63 | 55 | 22 | —  | 5  | Contrast |
| 2012                                      | "Turn Around" (featuring Ne-Yo) | 9 | —  | 61 | —  | 33 | —  | 99 | 21 | 35 | 11 | Contrast |
| "—" pozycja nie wydana bądź nie notowana. |                                 |   |    |    |    |    |    |    |    |    |    |          |

### Pozostałe notowane utwory
| Rok  | Tytuł                                  | Najwyższa pozycja | Album    |
| Rok  | Tytuł                                  | UK                | Album    |
| ---- | -------------------------------------- | ----------------- | -------- |
| 2012 | "Better Than You" (featuring Rita Ora) | 105               | Contrast |

### Single promocyjne
| Rok  | Tytuł      | Album    |
| ---- | ---------- | -------- |
| 2012 | "Drowning" | Contrast |